# Vladimir Kante
Vladimir Kante, slovenski policijski uradnik in obveščevalec OF, * 20. avgust 1905, Šmarje, Avstro-Ogrska, † 24. februar 1945, Ljubljana.

## Življenje
Vladimir Kante se je rodil 20. avgusta 1905 v Šmarju pri Ajdovščini. Njegov oče je bil šolski nadzornik v Sežani. Pred nasiljem italijanskega fašizma se je družina Kante že med prvo svetovno vojno preselila v Ljubljano. Pravo je študiral na ljubljanski pravni fakulteti, kjer je leta 1928 diplomiral in nato 1941 še doktoriral iz prava. Zaposlil se je na policiji, naprej je delal v Beogradu in pozneje v Ljubljani. V Ljubljani je bil vodja  vodja političnega oddelka in pomočnik upravnika policije Lovra Hacina. V Ljubljani je tudi  napredoval do naziva višjega policijskega svetnika. Pri svojem delu si je vseskozi prizadeval za human odnos do zapornikov. Bil je tudi eden redkih pripadnikov policije, ki je bil poslan v tujino na dodatno izobraževanje in sicer v Rim.
Po napadu na Jugoslavijo in njenem porazu je poskrbel, da je bil uničen del policijskega arhiva s seznami protifašistov in komunistov. Po okupaciji je postal sodelavec Osvobodilno fronto in njen najpomembnejši obveščevalec na ljubljanski policiji. Poznan je bil pod vzdevkoma Lia in Filister. OF je vseskozi obveščal o načrtih in ukrepih okupatorja in njihovih sodelavcev. Z obveščevanjem je nadaljeval tudi med nemško okupacijo. Zaradi izdaje so ga januarja 1945 odkrili ter ga aretirali in zaprli. V zaporu so ga mučili in ga 24. februarja 1945 obesili. Obešanje Kanteta sta vodila poročnik Jože Hlebec in gestapovec Simon.
Pesnik Pavel Golia je o njem napisal pesem z naslovom B A L A D A o nesrečnem doktorju Vladimirju Kantetu. Leta 1982 je Janez Vipotnik o njem napisal roman Doktor, po katerem je bil 1985 o Kantetu posnet film z enakim naslovom. 